# Eburella longicollis
Eburella longicollis är en skalbaggsart som beskrevs av Martins och Maria Helena M. Galileo 1999. Eburella longicollis ingår i släktet Eburella och familjen långhorningar. Inga underarter finns listade i Catalogue of Life.